# Calvin Jong-a-Pin
Calvin Ray Jong-a-Pin (* 18. července 1986, Amsterdam, Nizozemsko) je nizozemský fotbalový obránce surinamského původu, od roku 2011 hráč japonského klubu Shimizu S-Pulse. Někteří jeho předci pocházeli z Číny.

## Klubová kariéra
Jong-a-Pin debutoval v profesionálním fotbale v sezóně 2005/06 v dresu FC Volendam. V letech 2006–2011 hrál v SC Heerenveen, s týmem vyhrál v ročníku 2008/09 nizozemský fotbalový pohár. Sezónu 2009/10 strávil na hostování v arnhemském Vitesse. V srpnu 2011 posílil japonský klub Shimizu S-Pulse.

## Reprezentační kariéra
Calvin Jong-a-Pin byl členem nizozemského mládežnického výběru U21. Zúčastnil se domácího Mistrovství Evropy hráčů do 21 let 2007, kde Nizozemci porazili ve finále Srbsko 4:1 a vyhráli druhý titul v řadě.
S reprezentací do 23 let si zahrál také na Letních olympijských hrách 2008 v Číně, kde byli Nizozemci vyřazeni ve čtvrtfinále Argentinou po výsledku 1:2 po prodloužení.